# Industriereform in der SBZ

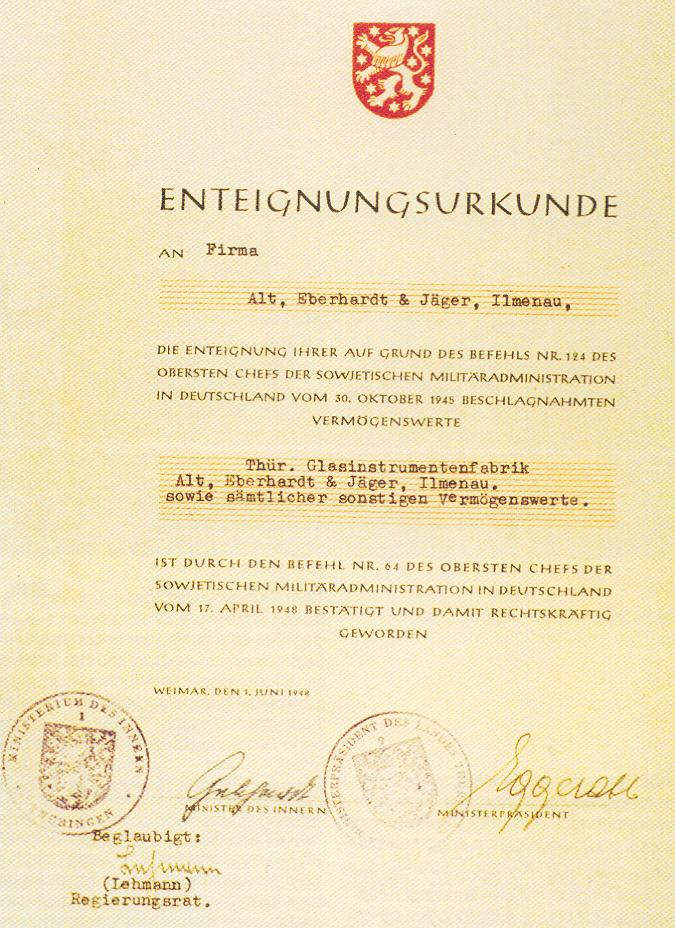
Enteignungsurkunde

Die Industriereform ist eng verbunden mit der Bodenreform in der sowjetischen Besatzungszone (SBZ) und den Zwangskollektivierungen in der DDR. Sie beschreibt die entschädigungslose Enteignung von ca. 10.000 Industrieunternehmen. Diese Staatsbetriebe bildeten die industrielle Basis für eine neue Wirtschaftsordnung nach dem Modell der sowjetischen Planwirtschaft.

## Geschichte
Grundlage für die Industriereform/Listenenteignungen in der SBZ war das Potsdamer Abkommen vom 2. August 1945 und die Kontrollratsgesetzgebung zwischen 1945 und 1948. Im Aufruf der KPD vom 11. Juni 1945, der von Stalin initiiert wurde, wurde zur „Aufrichtung eines antifaschistischen, demokratischen Regimes, einer parlamentarisch-demokratischen Republik mit allem demokratischen Rechten und Freiheiten für das Volk“ aufgerufen. Im Potsdamer Abkommen wurde unter anderem festgelegt, dass Kriegsverbrecher bestraft und bestehende wirtschaftliche Konzentrationen (Monopolvereinigungen, Kartelle) beseitigt werden sollten. Die Umsetzung erfolgte im Kontrollratsgesetz Nr. 10 vom 20. Dezember 1945. Das Gesetz sah die Bestrafung von Kriegsverbrechern, deren Organisationen sowie den Beihelfern vor und legte im dritten Abschnitt den Strafrahmen fest (teilweise Verlust der Bürgerlichen Ehrenrechte, Vermögensentzug, Haftstrafen, Zwangsarbeit bzw. Todesstrafe). Mit der Kontrollratsdirektive Nr. 38 vom 12. Oktober 1946 sollte die Entnazifizierung im besetzten Deutschland vereinheitlicht und die Maßnahmen weiter konkretisiert werden. Zu diesem Zweck wurden die Beschuldigten in fünf Hauptgruppen unterteilt (Hauptbeschuldigte, Belastete, Minderbelastete, Mitläufer, Entlastete). Hauptbeschuldigte verloren u. a. ihr gesamtes Vermögen, Belastete verloren einen Teil oder ihr gesamtes Vermögen, Minderbelastete einen Teil des Vermögens usw. In der Direktive Nr. 57 vom 15. Januar 1948 wurde die Verwendung der eingezogenen Vermögenswerten festgelegt. Dies umfasste die Rückübertragung an die Besitzer vor der NS-Zeit. War eine Rückübertragung nicht mehr möglich oder wurde abgelehnt, sollten die Vermögenswerte auf die Länder übergehen. Die Verwirklichung der Grundsätze der Kontrollratsgesetzgebung blieb den Befehlshabern der Besatzungszonen überlassen. Die Alliierten hatten aber grundsätzlich unterschiedliche Auffassungen über die zukünftige Eigentumsstruktur. In der SBZ wurden die Direktiven nicht nur zur Verfolgung von NS-Straftaten angewendet, sondern auch bei Verstößen gegen das Besatzungsregime. Die Gesetze und Verordnungen dienten nicht nur der Abrechnung mit dem Nationalsozialismus, sondern sollten auch gleichzeitig der Durchsetzung des kommunistischen Führungsanspruchs dienen. Dies erreichte man durch umfangreiche Enteignungen, Vertreibungen, Kreisverweise und Verhaftungen. Ein erheblicher Teil der Verhafteten kam in die Speziallager in der SBZ. Die Insassen der Speziallager waren bürgerliche Opfer des Kommunismus und ehemalige Mitglieder einer nationalsozialistischen Organisation. Zweck der Industriereform war eine Vergesellschaftung privater Produktionsmitteln sowie eine staatlich zentrale Lenkung der Wirtschaft.

## Maßnahmen in der SBZ und Berlin
Im Sommer 1945 erfolgten Konfiskationsmaßnahmen in der SBZ. Formale Rechtsgrundlage waren die Befehle der Sowjetischen Militäradministration vom 30. Oktober 1945, Nr. 124 und vom 31. Oktober, Nr. 126. Auf deren Grundlage wurden wesentliche Teile der mittelständischen Unternehmen, die gesamte Schwerindustrie, Handels- und Dienstleistungsunternehmen unter „Sequester“ gestellt, also beschlagnahmt und durch Treuhänder verwaltet. Mit dem SMAD-Befehl Nr. 154/181 vom 29. Mai 1946 wurden die konfiszierten Betriebe den Ländern zur Verwaltung übergeben. Soweit Betriebe 1945 unter Militärverwaltung gestellt und nicht demontiert worden waren, wurden sie mit dem SMAD-Befehl Nr. 167 vom 5. Juni 1946 Eigentum Sowjetischer Aktiengesellschaften (SAG), also mittelbar sowjetisches Staatseigentum. Sie wurden im Allgemeinen Anfang der 1950er Jahre an die DDR übergeben. Parallel dazu bauten u. a. die Gruppe Ulbricht und die dazu gehörigen Regionalgruppen die Verwaltung und das öffentliche Leben unter Führung der SED auf.
Mit dem Volksentscheid in Sachsen vom 30. Juni 1946 trat dort das „Gesetz über die Übergabe von Betrieben von Kriegs- und Naziverbrechern in das Eigentum des Volkes“ in Kraft. Damit wurden zahlreiche Industriebetriebe zugunsten des Landes Sachsen entschädigungslos eingezogen. Zuvor hatten „Sequesterkommissionen“ in den Städten und Landkreisen Sachsens Listen über die Enteignung (Liste A) bzw. Rückgabe (Liste B) sequestrierter Betriebe erarbeitet. In weiteren Listen (C) wurden Gesellschaften, Betriebe, Grundstücke erfasst, die als „herrenlos“ galten, sowie sonstige Vermögen. Diese Listen wurden von der SMAD und der deutschen Verwaltung überwacht, und über Rückgabe oder Enteignung wurde später entschieden. Die anderen Länder der SBZ, auch hier stellten Sequesterkommissionen A-, B- und C-Listen auf, verabschiedeten entsprechende Regelungen ohne Volksabstimmung. Es wurden entsprechende Verordnungen und Gesetze von deutschen Stellen (Landesverwaltungen, Vorparlamente, Länderparlamente) erlassen.

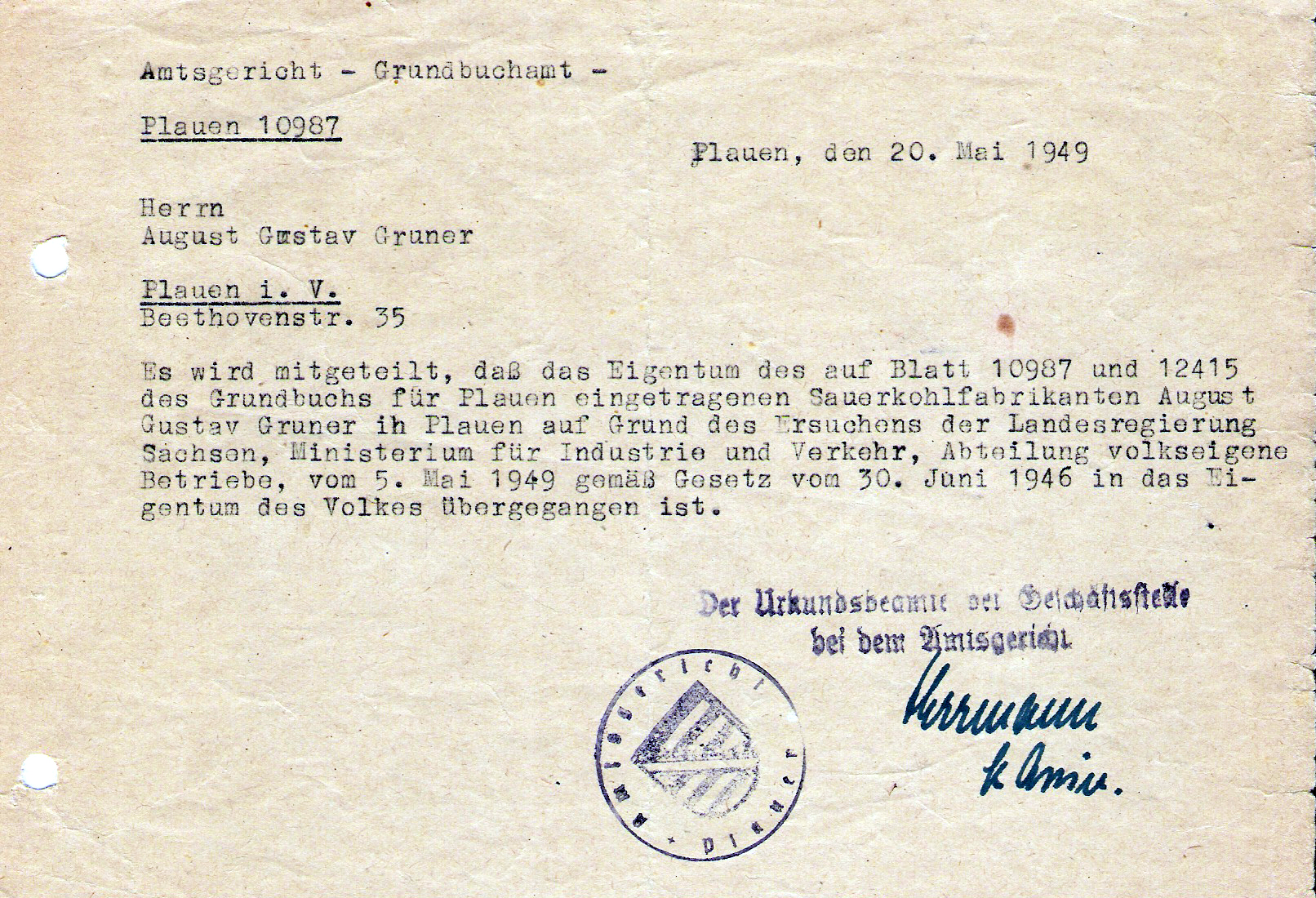
Schreiben des Grundbuchamtes zur Enteignung zweier Grundstücke in der Stadt Plauen an den ehemaligen Besitzer (20. Mai 1949)

Während die Enteignungen in der SBZ mit Erlass des SMAD-Befehls Nr. 64 im April 1948 im Wesentlichen abgeschlossen waren, kam es in Berlin erst im Laufe des Jahres 1949 zu Vermögensentziehungen im Rahmen der Industriereform.
Die Enteignungen erfolgten grundsätzlich entschädigungslos. Der Rechtsweg bzw. eine gerichtliche Überprüfung war ausgeschlossen. 1947 und 1948 folgte per entsprechende Gesetzgebung in den Ländern die Überführung von Bergwerken, Bodenschätzen und Lichtspieltheater in das Eigentum des Staates. Mit dem SMAD-Befehl Nr. 64 vom 17. April 1948 wurden die Sequesterverfahren in der SBZ beendet. Vom Herbst 1945 bis März 1948 wurden 9.881 Industrieunternehmen und Handwerksbetriebe enteignet. Ihr Anteil an der Industrieproduktion betrug zu diesem Zeitpunkt etwa 60 Prozent.
Begleitet wurden diese Maßnahmen mit Vertreibungen und Verhaftungen. Ein Großteil der Opfer dieser Gewaltmaßnahmen flüchtete in die Westzonen. Auswirkungen bis heute sind der schwach ausgeprägte Mittelstand in den ostdeutschen Ländern.
In mehreren Urteilen des Bundesverfassungsgerichts wurde der Einigungsvertrag, speziell in den Punkten der Konfiskationen 45–49, bestätigt. Der Gesetzgeber genoss weitreichende Gestaltungsfreiheit in der Frage der deutschen Wiedervereinigung und der offenen Vermögensfragen. Die formale Voraussetzung war, dass die Verfassung geändert wurde. Die rechtsstaatliche, moralische, wirtschaftliche, politische Kritik wurde hingenommen. Allerdings wurde in Artikel 17 und 41 des Einigungsvertrages sowie Punkt 9 der Gemeinsamen Erklärung die Möglichkeit eingeräumt eine Strafrechtliche Rehabilitierung oder eine Verwaltungsrechtliche Rehabilitierung zu erwirken. Die Befürworter der Konfiskationen waren die neuen Eigentümer und der Staat (fiskalische wie politische Gründe).
In den nachfolgenden Jahren wurden die Eigentumsbeschränkungen und Enteignungen auf andere Bereiche ausgedehnt. Das Apothekenwesen wurde mit den Verordnungen von 1945 und 1949 neu geregelt. Ähnliches passierte mit Büchereien, Antiquariatsbuchhandel, Vereinen und Genossenschaften. Des Weiteren folgten nach der Industriereform Enteignungen durch Entzug der Gewerbeerlaubnis, ferner Enteignungen durch den Abzug von Produktionsmitteln.

## Wichtige Vorschriften über Vermögenseinziehung in der SBZ und Berlin
|  |  |  |  |
|  |  |  |  |
|  |  |  |  |
|  |  |  |  |
|  |  |  |  |
|  |  |  |  |
|  |  |  |  |
|  |  |  |  |
|  |  |  |  |